# Прикубанський район
Прикубанський район (карач.-балк. Къобан район,кабард. Прикубанскэ къедзыгъуэ
) — адміністративний район і муніципальне утворення у складі Карачаєво-Черкеської Республіки. Адміністративний центр — селище Кавказький.
Площа району — 960 км².

## Історія
Утворений 20 березня 1936 під назвою Сулимівський район (центр — місто Сулимів). 10 серпня 1937 перейменований в Єжово-Черкеський район (центр — місто Єжово-Черкеськ). 2 вересня 1939 перейменований в Черкеський район (центр — місто Черкеськ). 20 серпня 1953 скасований. Відновлений 15 вересня 1957. 30 вересня 1958 перейменований в Прикубанських район. 1 лютого 1963 центр району перенесений в станицю Усть-Джегутинську (з 1975 року — місто Усть-Джегута).
31 березня 1977 центром району стало селище Кавказький.

## Населення
Населення — 28 885 осіб.
Національний склад населення:
| Народ               | Чисельність в 2002 році *, людина | Чисельність в 2010 році, чоловік |
| ------------------- | --------------------------------- | -------------------------------- |
| Карачаївці          | 19983 (56,2 %)                    | 22094 (75,69 %)                  |
| Росіяни             | 6576 (18,5 %)                     | 5172 (17,72 %)                   |
| Турки               | н/д                               | 243 (0,83 %)                     |
| Вірмени             | н/д                               | 224 (0,77 %)                     |
| Абазинці            | 6124 (17,2 %)                     | 186 (0,64 %)                     |
| Черкеси             | 783 (2,2 %)                       | 183 (0,63 %)                     |
| Ногаї               | 209 (0,6 %)                       | 135 (0,46 %)                     |
| Чеченці             | н / д                             | 125 (0,43 %)                     |
| Українці            | 183 (0,5 %)                       | 113 (0,39 %)                     |
| Інші національності | 1872 (5,3 %)                      | 716 (2,45 %)                     |

*Включно з аулами Псиж та Кара-Паго, що увійшли у 2006 році до складу Абазинського району.